# 920
920 (CMXX) fue un año bisiesto comenzado en sábado del calendario juliano, en vigor en aquella fecha.

## Acontecimientos
- 26 de julio: en España se libra Batalla de Valdejunquera. Los reyes Ordoño II de León y Sancho Garcés I de Navarra son derrotados por Abderramán III.

## Nacimientos
- 10 de septiembre: Luis IV, rey francés.
- Presuntamente, nacimiento de Al Uqlidisi en Damasco (Siria).
- Dunash ben Labrat, poeta, escoliasta y gramático judío de Al-Ándalus.
- Nathamuni, yogui y escritor indio (f. 990).